# Jam (chanson)
Singles de Michael Jackson
In the Closet
(1992) Who Is It
(1992)
Pistes de Dangerous
Why You Wanna Trip On Me
(2)
Pour les articles homonymes, voir Jam.
Jam est le quatrième single extrait de l'album Dangerous de Michael Jackson. Il est sorti le 13 juillet 1992 aux États-Unis et le 27 septembre 1992 en Europe. Il s'agit d'une chanson du genre new jack swing, écrite par Michael Jackson, Teddy Riley, Bruce Swedien et René Moore.

## Construction musicale
Jam est la chanson qui ouvre l'album Dangerous. Elle est très représentative de la rupture qui s'opère entre cet album et les précédents. Michael se sépare encore plus du funk, qu'il avait déjà métissé avec du rock dans certaines chansons de Bad. 
Concrètement, la chanson est basée sur un tempo soutenu (autour de 120 bpm), avec une rythmique très élaborée, au son de boîte à rythme, caractéristique du new jack swing. 
Après une longue intro instrumentale, le chant commence. La chanson a comme thème différents problèmes que rencontre la société. Elle est constituée, entre autres, de bruits de choses qui se cassent ("scratch"). Toutes les deux mesures, le premier temps est agrémenté d'une note de synthétiseur.

## Clip
Le clip a été réalisé par David Kellogg. Il met en scène le joueur de  basket-ball Michael Jordan, et Michael Jackson. Ce dernier apprend à  Michael Jordan comment danser. En retour, Jordan apprend à Jackson comment jouer au basket. Riche d'effets spéciaux, le clip montre par exemple Jackson lancer un ballon de basket par une fenêtre et marquer un panier, ou encore marquer d'un coup de talon, sans regarder ce qu'il fait. 
La version longue de la vidéo se termine par une séquence comique où l'on voit Jackson enseignant à Michael Jordan des mouvements de danse comme le moonwalk. Le duo de rap Kris Kross fait une apparition, tout comme Heavy D, qui interprète un couplet de rap dans le milieu de la chanson.

## Interprétation en tournée
Jam fut interprétée comme chanson d'ouverture lors du Dangerous World Tour. Une partie de la chanson a également été interprétée au début du spectacle de la mi-temps du Super Bowl XXVII assuré par Michael Jackson.
La chanson était aussi planifiée au programme de la tournée This Is It (avec un extrait de Another Part of Me) annulée en raison de la mort de Michael Jackson.

## Crédits
- Musique : Michael Jackson, Teddy Riley, Bruce Swedien et René Moore
- Paroles : Michael Jackson
- Guitare : Teddy Riley
- Claviers : Bruce Swedien, René Moore, Teddy Riley, Brad Buxer
- Tambours : Teddy Riley, Bruce Swedien
- Synthétiseurs : Teddy Riley, Rhett Lawrence, Michael Boddicker, Brad Buxer
- Production : Michael Jackson, Teddy Riley et Bruce Swedien
- Arrangements : Michael Jackson,Bruce Swedien, Teddy Riley et René Moore
- Rap : Heavy D

## Liste des pistes
- Jam (UK CD single 6583602)[1]

1. Jam (7" Edit) – 4:10
2. Jam (Roger's Jeep Mix) – 5:54
3. Jam (Atlanta Techno Dub) – 5:16 (Incorrectly listed on insert as "Atlantan Techno Mix")
4. Wanna Be Startin' Somethin' (Brothers in Rhythm House Mix) – 7:40

- Jam (US CD single 49K74334)[2]

1. Jam (Roger's Jeep Radio Mix) – 3:57
2. Jam (Silky 7" Mix) – 4:17
3. Jam (Roger's Club Mix) – 6:20
4. Jam (Atlanta Techno Mix) – 6:06
5. Rock with You (Masters at Work Remix) – 5:29

- Jam (US promo CD single ESK6754)[3]

1. Jam (Roger's Jeep Radio Mix) – 3:57
2. Jam (Teddy's Jam) – 5:48
3. Jam (7" Edit) – 4:10
4. Jam (MJ's Raw Mix) – 4:24
5. Jam (Teddy's 12" Mix) – 5:42
6. Jam (Roger's Jeep Mix) – 5:54
7. Jam (Percapella) – 5:29
8. Jam (Radio Edit Without Rap) – 4:44

- Jam (US VHS promo single ESK8880)[3]

1. Jam (music video) – 8:00

- Jam (2006 DualDisc single ESK4583)[3]

CD side
1. Jam (7" Edit) – 4:10
2. Jam (Silky 12" Mix) – 6:28

DVD side
1. Jam (music video) – 8:00

## SingleJam
Single (CD)
1. Jam (7" Edit) – 4:10

Vidéoclip (DVD)
1. Jam (Official Video) – 7:51

## Récompenses
- Nomination au Grammy Award 1993 de la Meilleure performance vocale R&B (catégorie masculine)
- Nomination au Grammy Award 1993 de la Meilleure chanson R&B

## Classements
| Pays             | Chart                   | Position |
| ---------------- | ----------------------- | -------- |
| États-Unis       | Billboard Hot 100       | 26       |
| États-Unis       | Hot R&B/Hip-Hop Songs   | 3        |
| États-Unis       | Hot Dance Singles Sales | 1        |
| États-Unis       | Hot Dance Club Songs    | 4        |
| Royaume-Uni      | UK Singles Chart        | 13       |
| France           | SNEP                    | 8        |
| Suisse           | Swiss Music Charts      | 22       |
| Autriche         | Ö3 Austria Top 40       | 28       |
| Pays-Bas         | MegaCharts              | 12       |
| Suède            | Sverigetopplistan       | 30       |
| Italie           | FIMI                    | 3        |
| Australie        | ARIA Charts             | 11       |
| Nouvelle-Zélande | Rianz                   | 2        |